# Ahmed (film)
Ahmed è un cortometraggio del 2006 scritto e diretto dal regista franco-nigeriano Alain Gomis (come Formose Gomis).

## Trama
Ahmed, un riparatore televisivo, fa una consegna a casa di Daisy. Daisy è senegalese e un'ex infermiera. Vive da sola in una casa isolata e vuole immediatamente diventare amica di Ahmed. Nonostante la resistenza di Ahmed, tra loro si sviluppa uno strano rapporto, nutrito dalla musica.

## Riconoscimenti
- Premio per cortometraggi al festival Lights of Africa 2007 a Besançon[1]
- Selezionato per il Festival international du court métrage de Clermont-Ferrand 2007